# Ulises Dávila
Ulises Alejandro Dávila Plascencia (Mexikó, Guadalajara, Jalisco, 1991. április 13. –) a mexikói nemzeti labdarúgó válogatott kerettagja (de még nem lépett pályára a válogatottban), profi játékos, a 2021 nyarától az ausztrál Macarthur játékosa. A Santos csapatával egyszeres mexikói bajnok (2018 Clausura).

## Pályafutása

### Klubcsapatokban

#### CD Guadalajara
2006 júliusában Dávila nemzeti ifjúsági bajnok lett szülővárosa 1990–91-es csapatával, amikor is a Guadalajara 1–0-s győzelmet aratott a Pachuca csapata felett az ő góljával. Még ugyanebben az évben megnyerték a ’91-es korosztály számára kiírt Manchester United Premier Cup elnevezésű viadalt is, ahol az Arsenalt fektették két vállra a döntőben 2–1-es győzelmükkel.
A mexikói Primera Divisiónban 2009. augusztus 29-én, egy Pachuca elleni 2–2-es döntetlen alkalmával debütált a felnőtt csapatban.

#### Chelsea
2011. augusztus 27-én jelentette be az angol klub, hogy Dávila 5 éves kontraktust írt alá, ezzel ő lett minden idők első mexikói futballistája, aki hivatalosan bekerült a londoni klub játékoskeretébe.

#### Vitesse(kölcsönben)
Csupán 3 nappal később (2011. augusztus 30.) hivatalossá vált, hogy Dávila első idényét nem Londonban fogja tölteni, hanem – munkavállalási engedély problémák miatt is – Hollandiába, az első osztályban szereplő Vitesse csapatához kerül egy évre. A csapat új 24-es számú játékosa bemutatkozó meccsén a Roda JC Kerkrade elleni 5–0-ra megnyert találkozón léphetett először tétmeccsen pályára 2011. szeptember 17-én.

#### Sabadell(kölcsönben)
2012-ben a spanyol harmadosztályú csapathoz, a Sabadellhez került, ahol rendszeresen kapott játéklehetőséget, 34 meccsen 5 gólt szerzett.

### A nemzeti válogatottban

#### Mexikó U20
Fontos tagja volt az U20-as utánpótláscsapatnak is, mely megnyerte a 2011-es közép-amerikai utánpótlás-bajnokságot. Az ugyanebben az évben megrendezett touloni tornán a negyedik helyen végzett együttese.
Tagja volt a FIFA U20-as világbajnokságra nevezett, 20 játékosból álló mexikói keretnek is, ahol a csapat 3. helyéhez egy góllal is hozzájárult.

#### Felnőtt nemzeti válogatott
A 2011-es Copa Américára kapott először meghívót nemzeti válogatottjába, miután egyike volt annak az 5 játékosnak, akit rögtönöznie kellett a szövetségi kapitánynak azoknak a helyére, akiket prostituáltakkal való közösüléssel gyanúsítottak, és ezért ki is zártak a válogatottból. Játéklehetőséget azonban nem kapott a tornán.